# Best of You
Best of You è un singolo del gruppo musicale statunitense Foo Fighters, pubblicato il 28 maggio 2005 come primo estratto dal quinto album in studio In Your Honor.

## Tracce
CD promozionale (Regno Unito)
1. Best of You – 4:16

CD singolo (Europa), download digitale
1. Best of You – 4:19
2. I'm in Love with a German Film Star – 4:21

CD maxi-singolo (Europa), CD singolo (Australia)
1. Best of You – 4:19
2. FFL – 2:31
3. Kiss the Bottle – 4:04 (Blake Schwarzenbach, Chris Bauermeister, Adam Pfahler) – originariamente interpretata dai Jawbreaker
4. What an Honour (Interview Video Clip) – 2:20

7" (Europa)
- Lato A

1. Best of You – 4:15

- Lato B

1. Spill – 3:30

## Formazione
- Dave Grohl – voce, chitarra
- Chris Shiflett – chitarra
- Nate Mendel – basso
- Taylor Hawkins – batteria

## Classifiche

### Classifiche settimanali
| Classifica (2005-12)          | Posizione massima |
| ----------------------------- | ----------------- |
| Australia                     | 5                 |
| Austria                       | 74                |
| Belgio (Fiandre)              | 53                |
| Belgio (Vallonia)             | 61                |
| Irlanda                       | 20                |
| Italia                        | 36                |
| Nuova Zelanda                 | 38                |
| Paesi Bassi                   | 94                |
| Regno Unito                   | 4                 |
| Stati Uniti                   | 18                |
| Stati Uniti (alternative)     | 1                 |
| Stati Uniti (mainstream rock) | 1                 |
| Svezia                        | 41                |
| Ungheria                      | 9                 |

### Classifiche di fine anno
| Classifica (2005) | Posizione |
| ----------------- | --------- |
| Regno Unito       | 62        |
| Stati Uniti       | 68        |

## Cover
Una cover del brano è stata realizzata dalla cantante statunitense Anastacia, la quale ha pubblicato il brano come il secondo singolo estratto dal quinto album in studio It's a Man's World.